# Arne Hirdman
Arne Hirdman, född 29 mars 1914 i Stockholm, död 29 juni 1995 i Boo församling, var en svensk författare.
Arne Hirdman var son till Gunnar och Maj Hirdman. Han studerade vid Stockholms högskola och hade anställning vid annonsbyråer och bokförlag och medarbetade som kulturskribent i olika tidningar och tidskrifter. Hirdman debuterade 1939 med diktsamlingen Drömmen behåller du och gav sedan ut Aforismer (1941), ett Verdandihäfte om Johannes V. Jensen (1944) och Tydor (1947), starkt personligt hållna prosastycken, för vilka Johannes V. Jensens "myter" varit av betydelse.